# The Concrete Confessional
The Concrete Confessional – siódmy album studyjny amerykańskiej grupy muzycznej Hatebreed

## Lista utworów
1. "A.D." - 2:50
2. "Looking Down the Barrel of Today" - 2:41
3. "Seven Enemies" - 2:05
4. "In the Walls" - 2:10
5. "From Grace We've Fallen" - 2:41
6. "Us Against Us" - 2:04
7. "Something's Off" - 3:49
8. "Remember When" - 2:40
9. "Slaughtered in Their Dreams" - 2:16
10. "The Apex Within" - 2:29
11. "Walking the Knife" - 2:36
12. "Dissonance" - 2:12
13. "Serve Your Masters" - 2:55

## Twórcy
- Jamey Jasta – śpiew
- Chris Beattie – gitara basowa
- Wayne Lozinak – gitara
- Matt Byrne – perkusja
- Frank Novinec – gitara